# Se otto ore vi sembran poche

Se otto ore vi sembran poche (En français:« Si huit heures vous semblent peu ») est une chanson populaire politique Italienne d'auteur anonyme, originaire des premières années du XXe siècle.

## Description
C'est un chant de révolte des mondine (les repiqueuses de riz de la plaine du Pô) revendiquant le otto ore (« les huit heures ») comme durée quotidienne de travail maximale. Devenu populaire dans la période du biennio rosso, il fut repris par Giovanna Daffini puis plus récemment par Giovanna Marini.
Une version légèrement modifiée, dirigée contre la politique de Mario Scelba, fut chantée durant le second après-guerre par les ouvriers et plus généralement l'ensemble des travailleurs liés au Parti communiste italien. C'est cette version qui fut utilisée durant les manifestations de 1968 e 1977.
La chanson est également connue sous les titres de Se otto ore son troppo poche (« Si huit heures sont trop peu ») ou Le otto ore (« Les huit heures »).
Le otto ore (mondine)

Texte italien

Se otto ore vi sembran poche,

provate voi a lavorare

e troverete la differenza

di lavorar e di comandar.

E noi faremo come la Russia

noi squilleremo il campanel,

falce e martel,

e squilleremo il campanello

falce e martello trionferà.

E noi faremo come la Russia

chi non lavora non mangerà;

e quei vigliacchi di quei signori

andranno loro a lavorar.
Les huit heures (mondine)

Traduction littérale

Si huit heures vous semblent peu,

Essayez vous-même de travailler

Et vous verrez la différence

Entre travailler et commander.

Et nous ferons comme la Russie

Nous sonnerons nous-mêmes l'alarme,

Faucille et marteau,

Nous sonnerons l'alarme

Et la faucille et le marteau triomphera.

Et nous ferons comme la Russie

Qui ne travaille pas ne mangera pas ; 

Et ces lâches de beaux messieurs

Iront eux-mêmes travailler.
Le otto ore (comunismo)

Texte italien

Se otto ore vi sembran poche,

provate voi a lavorare

e sentirete la differenza

di lavorar e di comandar.

O Mario Scelba se non la smetti

di arrestare i lavoratori

noi ti faremo come al duce

in Piazza Loreto ti ammazzerem.

Adagio adagio un po' per volta

l'Italia nostra si farà

e quei vigliacchi di quei signori

col loro sangue dovran pagar.

E noi faremo come la Russia

suoneremo il campanello

innalzeremo falce e martello

e grideremo «Viva Stalin».

E noi faremo come la Cina,

e impugneremo il parabello

e innalzeremo falce e martello

e griderem «Viva Mao Tse Tung».
Les huit heures (communisme)

Traduction littérale

Si huit heures vous semblent peu,

Essayez vous-même de travailler

Et vous verrez la différence

Entre travailler et commander.

Ô Mario Scelba si tu n'arrêtes pas 

d'emprisonner les travailleurs

Nous te ferons comme au duce

sur la Piazza Loreto nous te tuerons.

Adagio adagio un peu à la fois

Notre Italie se fera

Et ces lâches de beaux messieurs

Avec leur sang devront payer.

Et nous ferons comme la Russie

Nous sonnerons l'alarme

Nous hisserons la faucille et le marteau

Et nous crierons « Vive Staline ».

Et nous ferons comme la Chine,

Et nous empoignerons le parabellum

Et nous hisserons la faucille et le marteau

Et nous crierons « Vive Mao Tsé-toung».

## Source
- (it) Cet article est partiellement ou en totalité issu de l’article de Wikipédia en italien intitulé « Se otto ore son troppo poche » (voir la liste des auteurs).

- (it) Cet article est partiellement ou en totalité issu de l’article de Wikisource en italien intitulé « Se otto ore son troppo poche (mondine) » (voir la liste des auteurs).

- (it) Cet article est partiellement ou en totalité issu de l’article de Wikisource en italien intitulé « Se otto ore son troppo poche (comunismo) » (voir la liste des auteurs).